# Salome (brano musicale)
Salome è una canzone scritta da Roger Edens con testi di E.Y. Harburg è cantata dalla cantante e attrice Virginia O'Brien per il film Du Barry Was A Lady del 1943, incentrata sulla omonima leggenda narrata nel Vangelo e cantata nel film dalla O'Brien insieme a Tommy Dorsey e alla sua orchestra.

## Il brano
Il brano è una canzone che unisce il jazz e la sensuale e divertente voce della O'Brien per una canzone jazz orchestrale che riguarda la storia della famosa ballerina tratta  dal Vangelo. 
La canzone è stata scritta dal autore E.Y. Harburg, sicuramente conosciuto al grande pubblico oggi per il suo testo della speranzosa canzone Over the Rainbow, e la musica è stata curata e scritta dal produttore e musicista Roger Edens, noto per essere l'autore e produttore dei maggiori musicals della MGM nei anni 40'.